# Gymnomyces longisporus
Gymnomyces longisporus är en svampart som beskrevs av T. Lebel 2003. Gymnomyces longisporus ingår i släktet Gymnomyces och familjen kremlor och riskor.   Inga underarter finns listade i Catalogue of Life.